# Human Events
Human Events war eine US-amerikanische politische Zeitschrift, die von 1944 bis 2013 wöchentlich in Washington, D.C. erschien. Im Februar 2013 wurde die Zeitschrift in eine reine Online-Plattform umgewandelt. Herausgeber war lange Zeit der Verlag Regnery Publishing sowie danach die Salem Media Group. Die Zeitschrift galt, insbesondere während der Reagan-Ära der 1980er-Jahre, als einflussreiches Forum des amerikanischen Konservatismus.

## Namensgebung
Der Titel Human Events ist aus den ersten Worten der amerikanischen Unabhängigkeitserklärung entnommen, diese lauten: „When in the course of Human Events […]“ („Wenn es im Gange menschlicher Ereignisse […]“)

## Geschichte und Ausrichtung
Die Zeitschrift wurde im Jahr 1944 von Felix Morley, einem früheren Chefredakteur der Washington Post, mit Unterstützung des Verlegers William Regnery gegründet. Auslöser der Gründung war der wahrgenommene Trend zur Verharmlosung des Stalinismus, der sich in Vorstellungen über ein dauerhaftes Bündnis der USA mit der Sowjetunion niederschlug. Von Beginn an vertrat die Publikation eine strikt antikommunistische Linie und eine konsequente Linie in der Außenpolitik, die etwa in der Unterstützung des Vietnamkriegs und der Kritik an der Politik der Entspannungspolitik in den 1970er-Jahren äußerte. Innenpolitisch war die Redaktionslinie durch eine Nähe zur Old Right gekennzeichnet. Bereits 1966 unterstützte die Zeitschrift Ronald Reagan bei der Wahl zum Gouverneur von Kalifornien und erklärte 1974, er sei der Wunschkandidat der Redaktion für die Präsidentschaft des Landes.
Von 1998 bis 2013 vergab die Zeitschrift den Conservative of the Year Award, mit dem etwa George W. Bush (2001), Mike Pence (2005) und Paul Ryan (2011) ausgezeichnet wurden.

## Autoren und Leserschaft
Zu den Autoren zählten prominente Politiker der Republikanischen Partei wie etwa Barry Goldwater, Spiro Agnew und Newt Gingrich, Publizisten wie Freda Utley, Phyllis Schlafly, James J. Kilpatrick oder Russell Kirk, aber auch die libertären Ökonomen Ludwig von Mises und Murray Rothbard.
Präsident Reagan war nach eigenen Angaben seit 1961 Abonnent und nannte Human Events als wesentlichen intellektuellen Einfluss auf seine Wandlung vom linksliberalen Befürworter des New Deal zum konservativen Republikaner. Er archivierte Ausgaben der Zeitschrift und empfahl einzelne Artikel auch seinen Mitarbeitern. Der Stabschef im Weißen Haus Donald Regan versuchte erfolglos, die Zeitschrift, deren kompromisslose Linie seiner Meinung nach den Präsidenten vor allem außenpolitisch zu stark beeinflusste, von Reagan fernzuhalten. Einer seiner Mitarbeiter bekam sogar die Anweisung, die ans Weiße Haus gelieferten Exemplare zu verstecken. Daraufhin ließ Reagan die Lieferung in seine Privatwohnung im Weißen Haus umleiten.
Obwohl die Auflage für die Verhältnisse des großen US-amerikanischen Zeitungsmarkts eher gering war (im Jahr 1984 betrug die Auflage rund 50.000 Stück), war Human Events besonders unter politischen und wirtschaftlichen „Insidern“ in Washington eine einflussreiche Publikation. Unter den Abonnenten waren neben Präsident Reagan unter anderen die früheren Präsidenten Richard Nixon und Herbert Hoover sowie der Schriftsteller John Dos Passos und der Pilot Charles Lindbergh.